# São Luís Maria Grignion de Montfort (título cardinalício)
São Luís Maria Grignion de Montfort (em latim: Sancti Ludovici Mariæ Grignion de Montfort) é um título cardinalício que foi instituído pelo Papa João Paulo II em 28 de junho de 1991, tendo como homeageado santo Luís Maria Grignion de Montfort. Sua sede se encontra na região do Primavalle, em Roma, na Igreja de São Luís Maria Grignion de Montfort.

## Titulares
- Robert-Joseph Coffy (1991-1995)
- Serafim Fernandes de Araújo (1998-2019)
- Felipe Arizmendi Esquivel (2020-)